# Gospa od Vrpolja (dokumentarni film)
Gospa od Vrpolja je hrvatski dokumentarni film scenarista i urednika Nena Kužine te u režiji Davora Borića koji govori o središnjem marijanskom svetištu Šibenske biskupije, svetištu Gospe od Vrpolja.